# ISO 3166
Die ISO 3166 ist eine von der Internationalen Organisation für Normung (ISO) herausgegebene Norm für die geografischen Einheiten (kurz Ländercodes).

## Allgemeines
Der Standard besteht aus drei Teilen zur Codierung von
- gegenwärtigen Staaten und einigen abhängigen Gebieten (ISO 3166-1),
- staatlichen Untereinheiten (ISO 3166-2) und
- ehemaligen Staaten (ISO 3166-3).

Die Ländercodes können in der ISO-3166-1-Kodierliste nachgeschlagen werden.
Die ISO veröffentlicht die aktuellen Kodierlisten auf einer Website, auf der auch Änderungen laufend eingepflegt werden. In unregelmäßigen Abständen werden neue Printfassungen des Standards veröffentlicht, in denen die bis dahin durchgeführten Änderungen konsolidiert sind. Bis zur Veröffentlichung der 2013er-Fassungen wurden Änderungen als Newsletter verbreitet.
Die noch aktuellen Fassungen des ISO-Standards wurden im Jahr 2013 veröffentlicht. Das Deutsche Institut für Normung erarbeitete mit der DIN EN ISO 3166-1:2014-10 die entsprechenden Übersetzungen ins Deutsche.
Anfang 2019 erschien mit der ISO/DIS 3166-1:2019 eine Vorabversion einer neuen Fassung, welche im Oktober 2019 vom Deutschen Institut für Normung als Norm-Entwurf veröffentlicht wurde. Dabei wurde die überarbeitete Internationale Norm inhaltlich vollständig übernommen, jedoch auf die deutsche Sprachfassung verzichtet. Es werden nur noch die Begriffe und ihre Definitionen ins Deutsche übersetzt. Auch wurde der Listenteil gestrichen, stattdessen wird auf die Online Browsing Platform (OBP) der ISO sowie auf die entsprechenden amtlichen Quellen der deutschen Ländernamen für Deutschland, Österreich und der Schweiz verwiesen.

## ISO 3166-1
Der erste Teil (ISO 3166-1) listet seit 1974 u. a. zwei- (ALPHA-2) und dreibuchstabige (ALPHA-3) Länderkürzel auf. Länder werden dabei durch Großbuchstaben gekennzeichnet. Die zweibuchstabigen Kürzel werden unter anderem als Top-Level-Domain-Kennzeichner für Staaten verwendet (z. B. .de, .ch, .us) – mit Ausnahme des Vereinigten Königreichs, für das uk statt gb verwendet wurde.
Die ALPHA-2-Codes bilden auch die ersten beiden Zeichen für die Währungscodes nach ISO 4217.
Sie werden ferner in der Internationalen Bankkontonummer (IBAN), in ISO 7372, ISO 9375, ISO/IEC 7501-1 (Standard für maschinenlesbare Reisedokumente), dem UN/LOCODE sowie dem WIPO-Standard ST.3 verwendet.
AA, ZZ und die Bereiche QM–QZ und XA–XZ sind für private Verwendung reserviert.

### Numerische Codes
Neben den beiden Kodierungen mittels „lateinischer“ Buchstaben werden auch dreistellige Codes aus „arabischen Ziffern“ verwendet. Bereits in den 1960er Jahren – also lange vor der ISO – hatte die heutige Statistische Abteilung der UN, die UNSD, diese Codes eingeführt, die jeweils unverändert in die ISO 3166 übernommen werden.
Jede Kodierung entspricht genau einem territorialen Gebiet. Ändert sich ein Staatsgebiet durch Aufspaltung oder Zusammenschluss, so erhalten die neuen Territorien auch neue Kodierungen. Ändert sich hingegen nur der Name des Staates, bleibt der numerische Code und manchmal sogar auch der Alpha-2-Code unverändert.
Beispiele:
- Bis 1990: DDR=278, Bundesrepublik Deutschland=280, Ost-Berlin=282, West-Berlin=284 (man beachte den weitsichtig von vornherein reservierten Bereich 276, 278, 280, 282, 284 mit der Teilung als Provisorium). Ab 1990 alle zusammen: 276. Die Kodierung DE für (West-)Deutschland änderte sich dagegen nicht.
- Äthiopien war bis 1993 mit 230 codiert. Nach Abspaltung von Eritrea (Code 232) erhielt das verbleibende Äthiopien die Kodierung 231 (um es vom Äthiopien von vor der Abspaltung unterscheiden zu können).
- Burma erhielt die neue Bezeichnung Myanmar. Das Staatsgebiet änderte sich nicht, es blieb bei 104. Hingegen änderte sich der Alpha-2-Code von BU zu MM.
- Swasiland nannte sich 2018 zu Eswatini um. Der Alpha-2-Code SZ und der numerische Code 748 blieben erhalten.

Die ursprüngliche Abfolge bildete alphabetisch die damaligen Staatenbezeichnungen (in englischer Sprache) ab bzw. fasste regional zusammengehörende Gebilde – wie Inselgruppen oder das genannte Beispiel DE – zusammen. Im Regelfall werden zunächst gerade Zahlen zwischen 002 und 898 vergeben. Bei Einschub von Teilgebieten wird dann möglichst eine nächstliegende (notfalls ungerade) Zahl verwendet, desgleichen bei den Namen neu gebildeter Staaten.
Da sie von der UN einstweilen nicht genutzt werden, können die Codes 000 und 900–999 auf eigene Gefahr benutzerdefinierte Bedeutungen erhalten.
Vorteil der Ziffern ist, dass sie auch in vielen nicht-lateinischen Schriften benutzt werden, so in der griechischen, kyrillischen, hebräischen, chinesischen oder japanischen Schrift. Damit können dort statistische Tabellen gelesen werden, bei denen Legende, Staaten und Daten durch Ziffern angegeben werden. Ausgerechnet die arabische Schrift verwendet allerdings die von uns so genannten „arabischen“ Ziffern nicht.

### Politische (ISO3166) und sprachliche (ISO639) Einteilung
Die Länderkodierung wird abweichend vom Standard oft in Kleinbuchstaben angegeben. Dies kann zur Verwechslung mit den ISO-639-Sprachcodes führen, die oft, aber nicht immer, die meistgesprochene Sprache in diesem Land kodieren. Während also ISO 3166 die politische Einteilung beschreibt, definiert ISO 639 die sprachliche Einteilung.
Beispiele für gleiche Codes sind DE/de für Deutschland/deutsch oder FR/fr für Frankreich/französisch, jedoch BE steht zwar für Belgien, andererseits be für belarussisch.
Unterschiedliche Codes kann es in einem Land auch geben:
- So lautet beispielsweise die geografische Einteilung für Griechenland GR, während die sprachliche Einteilung für die neugriechische Sprache el lautet.
- Noch dichter beieinander sind DK für Dänemark, aber da für dänische Sprache; SE für Schweden, aber sv für schwedische Sprache.

Weitere bekannte Fälle sind:
- Das Kürzel EU steht für die politisch-geografische Einteilung Europäische Union, eu für die sprachliche Einteilung baskische Sprache.
- Das Kürzel AF steht für Afghanistan, af für die Sprache Afrikaans.

Die Einteilung in Geografie und Sprache ergibt dennoch Sinn: Beispielsweise gilt, dass Deutsch nicht nur in Deutschland und Französisch nicht nur in Frankreich gesprochen wird; außerdem gibt es Länder, die mehr als eine offizielle Sprache haben (z. B. die Schweiz) oder eine Sprache, die nach einem anderen Land benannt ist (z. B. Brasilien mit Portugiesisch).
In Kombination mit den Sprachcodes nach ISO 639 für Sprachen erklärt der RFC 5646 die Angabe von Sprachenkürzeln, wie man sie für Locales benutzt, z. B. en_US (englische Sprache im Gebiet der Vereinigten Staaten von Amerika; amerikanisch) im Gegensatz zu en_GB (englische Sprache im Gebiet des Vereinigten Königreichs; britisch). Die Sprachkürzel werden hier durch Kleinbuchstaben symbolisiert, die Länder durch Großbuchstaben.
Neben dem Unterstrich (englisch underscore) wird als Trennzeichen auch oft der Bindestrich eingesetzt. Locales definieren aber nicht nur eine Landessprache bzw. Regionalsprache, sondern werden auch zur Lokalisierung herangezogen.

### Historische Newsletter
Die Fassung von 2006 (ISO 3166-1:2006) fasste alle Änderungen bis zum Newsletter V-12 zusammen. Bis zur Veröffentlichung der ISO 3166-1:2013 wurden folgende Newsletter herausgegeben:
| Auflage-Newsletter  | Veröffentlichungsdatum                   | Änderungen |
| ------------------- | ---------------------------------------- | --- |
| VI-1 (PDF; 264 kB)  | 21. September 2007                       | Änderungen in den französischen Überseegebieten Guadeloupe und Saint Martin                                     |
| VI-2 (PDF)          | 31. März 2008                            | Namensänderung von Montenegro und Republik Moldau                                                               |
| VI-3 (PDF; 269 kB)  | 9. September 2008                        | Namensänderung von Nepal, Änderung der Amtssprachen von Grönland, Guernsey und Republik Moldau                  |
| VI-4 (PDF; 211 kB)  | 7. Januar 2009                           | Namensänderung von Republik Moldau, Änderung der Amtssprachen der Zentralafrikanischen Republik und der Komoren |
| VI-5 (PDF; 195 kB)  | 3. März 2009                             | Namensänderung von Venezuela, Änderung der Amtssprachen von Kiribati und Tuvalu                                 |
| VI-6 (PDF; 164 kB)  | 8. Mai 2009                              | Namensänderung von Bolivien                                                                                     |
| VI-7 (PDF; 245 kB)  | 22. Februar 2010                         | Namensänderung von Saint Helena                                                                                 |
| VI-8 (PDF; 377 kB)  | 15. Dezember 2010                        | Auflösung der niederländischen Antillen                                                                         |
| VI-9 (PDF; 184 kB)  | 12. Juni 2011 (korrigiert 14. Juli 2011) | Namensänderung von Fidschi und Myanmar, Korrekturen                                                             |
| VI-10 (PDF; 162 kB) | 9. August 2011                           | Gründung des Südsudan                                                                                           |
| VI-11 (PDF; 137 kB) | 8. November 2011                         | Namensänderung von Libyen                                                                                       |
| VI-12 (PDF; 395 kB) | 15. Februar 2012                         | Namensänderung von Ungarn, Korrekturen                                                                          |
| VI-13 (PDF; 155 kB) | 2. August 2012                           | Namensänderung von Eritrea, Korrekturen                                                                         |
| VI-14 (PDF; 176 kB) | 6. Februar 2013                          | Namensänderung von Palästina, Korrekturen                                                                       |
| VI-15 (PDF)         | 10. Mai 2013                             | Namensänderung von Papua-Neuguinea                                                                              |
| VI-16 (PDF; 110 kB) | 11. Juli 2013                            | Namensänderung von Somalia                                                                                      |

## ISO 3166-2
Eine jüngere Norm ISO 3166-2 definiert Kurzformen für die Untergliederungen von Ländern oder abhängiger Gebiete. Beispielsweise sind das im Falle Deutschlands die Bundesländer. Hierzu folgt dem Landescode (z. B. DE) noch der ISO-3166-2-Variant-Code. Dieser wird, durch einen Bindestrich getrennt, dem Landescode angehängt (z. B. DE-BY für das Bundesland Bayern).

## ISO 3166-3
Die ISO 3166-3 bildet seit 1974 alle Länder ab, die nicht mehr existieren bzw. deren Kürzel sich wegen signifikanter Änderung der Landesbezeichnung geändert haben (z. B. durch Zusammenschlüsse von Ländern oder Landesteilungen).